# Resolución 223 del Consejo de Seguridad de las Naciones Unidas
La La resolución 223 del Consejo de Seguridad de las Naciones Unidas fue aprobada por unanimidad el 21 de julio de 1966, tras haber examinado la petición de Guyana para poder ser miembro de las Naciones Unidas. El Consejo recomendó a la Asamblea General la aceptación de Guyana como miembro.
Un representante de Venezuela estuvo presente en la sesión, pero no tuvo voz ni voto. Su participación obedecía a las reservas que mantenía sobre la cuestión territorial de la Guayana Esequiba.